# Parasophronica albomaculata
Parasophronica albomaculata är en skalbaggsart som beskrevs av Stefan von Breuning 1956. Parasophronica albomaculata ingår i släktet Parasophronica och familjen långhorningar. Inga underarter finns listade i Catalogue of Life.